# Claire Lindner
Claire Lindner est une artiste céramiste française née en 1982 à Perpignan.
Elle est connue pour ses pièces organiques très colorées, sculpturales plutôt que fonctionnelles et réalisées en grès chamotte émaillé.

## Biographie

### Jeunesse et études
Claire Lindner naît en 1982 à Perpignan. Elle étudie à l'École supérieure des arts décoratifs de Strasbourg, où Claire Lindner se destine d’abord au graphisme. Rebutée par l'ordinateur, elle se tourne vers une pratique plus manuelle et découvre le verre, puis la porcelaine. Elle découvre le grès lors d’une résidence en Chine.

### Carrière professionnelle
Claire Lindner réalise des pièces organiques très colorées, sculpturales plutôt que fonctionnelles et réalisées en grès chamotte émaillé,. Sa pratique est inspirée par Jean Arp, Georgia O’Keeffe, Sheila Hicks ou encore Kate MccGwire.
Elle présente son travail en 2014 et 2018 à la galerie de l'Ancienne Poste à Toucy lors des expositions Measuring Clouds et L’Air est une Racine,,. En 2023, l’Institut européen des arts céramiques (IEAC) organise l'exposition Still Motion Musée Théodore Deck à Guebwiller, consacrée aux œuvres réalisées dans le cadre de sa résidence de recherche et de création. En 2024, la galerie Daguet-Bresson à Paris rassemble une vingtaine de ses pièces dans Les arbres ont des ailes.
Elle participe à plusieurs expositions collectives dont Formes vivantes au musée national Adrien Dubouché à Limoges en 2019 puis au musée national de Céramique de Sèvres. En 2023, elle présente une œuvre monumentale composée de 170 modules organiques pour Toucher terre à l'Espace Monte-Cristo à Paris.

## Expositions majeures
- 2024 : Les arbres ont des ailes, Galerie Daguet-Bresson à Paris[8]
- 2023 : Still Motion, au Musée Théodore Deck à Guebwiller[7]
- 2018 : L’Air est une Racine, Galerie de l’Ancienne Poste à Toucy[5]
- 2014 : Measuring Clouds, Galerie de l’Ancienne Poste à Toucy[6],[2]